# Rönneberga backar
Rönneberga backar är en samling gravhögar 5 km öster om Landskrona i Skåne.
Gravfältet ligger högst upp på en höjd med vidsträckt utsikt, 100 meter över havet. På båda sidor om vägen och runt Rönnebergagården ligger ett gravfält med tolv synliga gravhögar. 
Närmast gården ligger sex högar, där Topphög med sina 35 meter och 5 meter höjd är den största. Många fler högar har tidigare funnits men de är försvunna eller överodlade. Öster om gården, på båda sidor om vägen, ligger åtta respektive sex högar. Den största är 25 meter i diameter och nästan 4 meter hög.
Längst i nordväst finns den 4 meter höga "Höljer Danskes hög", med 35 meter i diameter. Enligt en sägen sitter kung Höljer (Holger) Danske i högen iklädd full rustning. En annan variant menar att Holger sitter i ett underjordiskt valv under Kronborgs slott i Helsingör. När Danmark är i fara ska Holger Danske komma fram och rädda landet. Ytterligare en gravhög når 30 meter i diameter Bålhög.
Gravhögarna är inte undersökta. Andra gravhögar har visat att man under äldre bronsåldern ofta begravde de döda i en trä- eller stenkista. Graven försågs med gåvor som vapen, redskap, smycken och kanske lerkärl med mat och dryck. Kistan täcktes ofta med ett kärnröse och över detta byggdes sedan gravhögen upp av grästorvor.
Högarna uppfördes under äldre bronsåldern, men vissa har sitt ursprung i slutet av den yngre stenåldern. De användes sedan för nya begravningar under yngre bronsåldern och ibland ända in på järnåldern. Då brändes de döda och benen lades tillsammans med gravgåvor i en urna som sattes ner i kanten av högen.